# Rhodonessa caryophyllacea
L'anatra testarosa o anatra dalla testa rosa (Rhodonessa caryophyllacea Latham, 1790) era una grossa anatra tuffatrice che un tempo abitava in alcune zone delle pianure gangetiche dell'India, nel Bangladesh e nelle paludi rivierasche del Myanmar, ma che è considerata estinta dagli anni '50. È stato ipotizzato che possa sopravvivere ancora nelle inaccessibili regioni paludose del Myanmar settentrionale e alcune voci di presunti avvistamenti nella regione hanno spinto gli studiosi a considerare la specie «gravemente minacciata», piuttosto che estinta. La sua classificazione è stata messa più volte in discussione e mentre alcuni hanno suggerito che sia una parente stretta del fistione turco (Netta rufina), altri preferiscono classificarla in un genere a parte. Tuttavia, le numerose ricerche non sono riuscite a riscontrare prove della sua attuale sopravvivenza. La colorazione rosa della testa che spicca su quella scura del corpo la rende inconfondibile. La chiazza ben visibile sulle ali e il collo lungo e sottile, invece, sono caratteristiche che condivide con il più comune germano beccomacchiato indiano. Anche le uova sono considerate abbastanza peculiari, in quanto sono quasi perfettamente sferiche.

## Descrizione

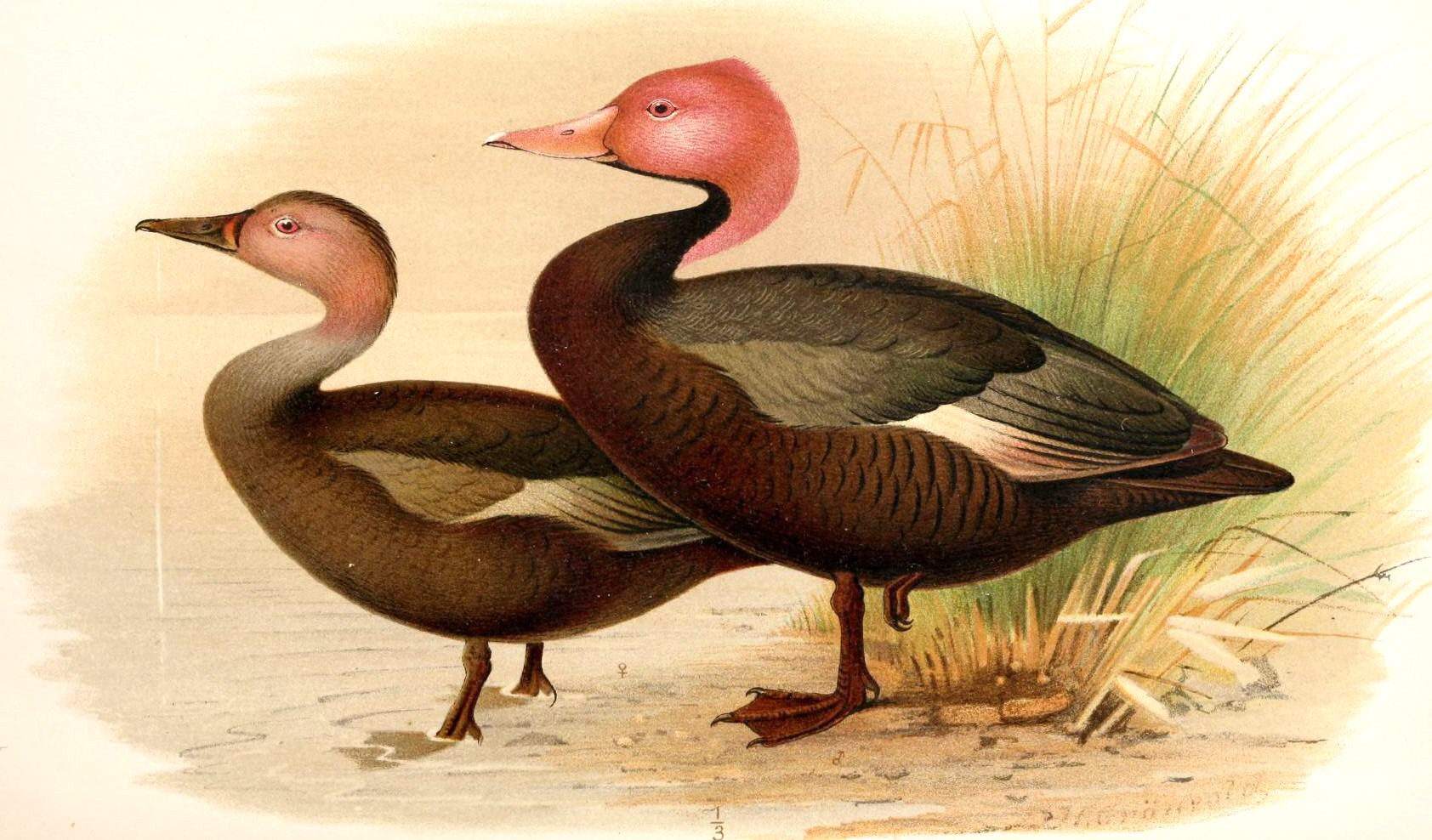
Maschio e femmina raffigurati da Henrik Grönvold.

Quando le condizioni sono favorevoli, il maschio dell'anatra testarosa è inconfondibile. Entrambi i sessi misurano 41–43 cm di lunghezza e hanno becco lungo, collo lungo e testa appuntita. Il maschio ha il becco, la testa e il collo rosa, mentre la femmina ha testa e collo di un colore rosato più tenue e becco più chiaro. La colorazione nera del corpo si estende fino alla parte anteriore del collo, ove forma una striscia sottile. Il margine anteriore delle ali è bianco. Quando l'animale è in volo quest'ultima caratteristica non è così evidente come nell'anatra alibianche, presente nella stessa regione. Le ali non hanno il margine posteriore scuro come quelle del fistione turco. La confusione con i maschi di fistione turco deriva probabilmente da uccelli posati sulla superficie dell'acqua, dal momento che anche questi ultimi hanno la testa di un caratteristico colore rosso (anche se, osservati da vicino, il colore appare molto differente da quello dell'anatra testarosa). I germani beccomacchiato, d'altro canto, ricordano molto le femmine di anatra testarosa quando sono in volo e vengono avvistati da lontano, e, se visti da dietro, possono essere scambiati anche per i maschi. In questo caso per distinguere le due specie bisogna osservare la parte superiore dell'ala: nel germano beccomacchiato le remiganti secondarie (il cosiddetto «specchio») sono di colore verde scuro e le terziarie sono bianche, mentre nell'anatra testarosa lo «specchio» è beige-rosato, molto più chiaro delle penne circostanti. Nel caso la parte superiore delle ali non sia chiaramente visibile, le due specie sono del tutto indistinguibili e solo un osservatore esperto le può identificare correttamente, sempre se la visibilità è buona. Gli esemplari giovani hanno la testa quasi del tutto biancastra, senza alcuna traccia di rosa; alla specie è stato attribuito un suadente richiamo di due note descritto come wugh-ah.
L'habitat di nidificazione della specie sono le paludi e gli stagni di pianura circondati dalle alte erbe della giungla. Il nido è costruito tra le erbe. Le uova, sei o sette per covata, sono di forma molto sferica e di colore bianco-crema. Esse misurano 43–46 mm di lunghezza e 40–43 mm di larghezza. Si ritiene che la specie non abbia avuto abitudini migratorie e veniva avvistata generalmente da sola o in coppie e solo raramente in piccoli gruppi. Si pensa che l'anatra testarosa si nutra di piante acquatiche e molluschi. Come le specie del genere Netta, generalmente raccoglie le sostanze di cui si nutre immergendo la parte anteriore del corpo e mai tuffandosi completamente sott'acqua come fanno i moriglioni.

## Distribuzione

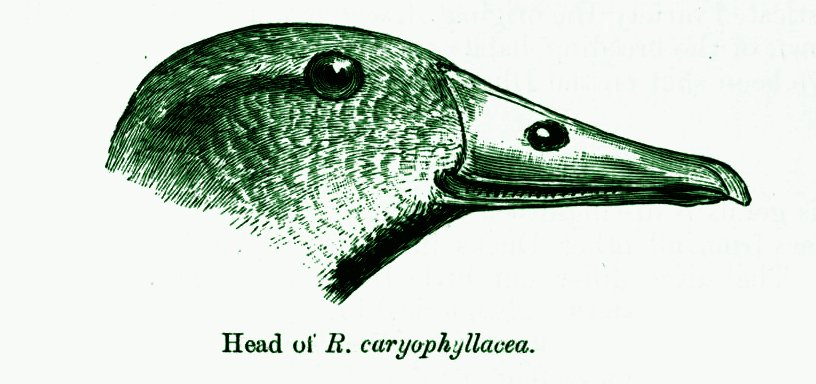
Primo piano della testa.

Allan Octavian Hume e Stuart Baker annotarono che la roccaforte della specie era situata a nord del Gange e a est del Brahmaputra, prevalentemente nei distretti di Maldah, Purnia, Madhubani e Purulia dell'attuale Bihar. Si diceva che era molto comune nel distretto di Singhbhum. Hume catturò un esemplare nel Manipur, nascosto tra i fitti canneti del lago Loktak, annotando che la specie era molto rara nella zona. Edward Blyth sosteneva che la specie era presente anche nello stato di Arakan, nel Myanmar. Brian Houghton Hodgson ricevette alcuni esemplari provenienti dal Nepal. Qualche esemplare è stato avvistato anche negli stati di Delhi, Sindh e Punjab, nonché nella regione di Awadh, nei pressi di Lucknow. Alcuni esemplari vennero abbattuti sul lago Najafgarh, nel distretto di Delhi. A Jerdon furono consegnati esemplari provenienti da località poste molto più a sud, ma personalmente ne osservò alcuni in natura solamente nel Bengala.

## Tassonomia e sistematica

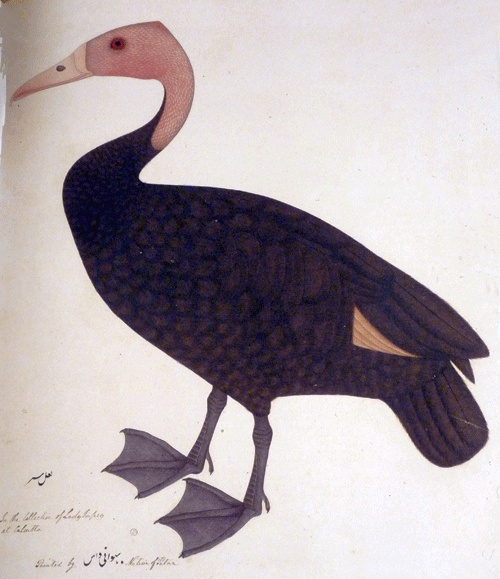
Disegno di Bhawani Das di un esemplare della collezione di Lady Impey (1777 ca.).

L'anatra testarosa è stata descritta per la prima volta da John Latham nel 1790, che la classificò nel genere Anas. Per descrivere la specie, è probabile che lo zoologo si sia servito di un disegno della collezione di Lady Impey, moglie di Sir Elijah Impey, Presidente della Corte Suprema di Calcutta tra il 1774 e il 1783. Mary Impey possedeva un serraglio a Calcutta e incaricò alcuni artisti indiani, come Bhawani Das di Patna, di raffigurare gli animali presenti nella collezione. Dopo la morte del marito, Lady Impey si trasferì in Inghilterra e vendette all'asta questi disegni nel 1810. Alcuni di essi vennero acquistati dal XIII Conte di Derby.

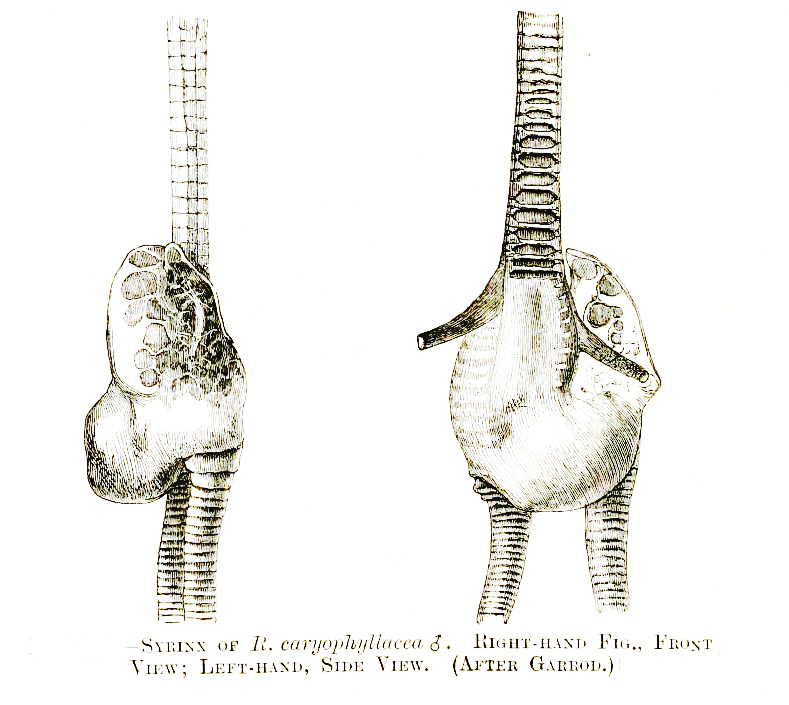
La protuberanza alla base della trachea del maschio.

Il genere Rhodonessa venne introdotto per la prima volta per classificare solo l'anatra testarosa. Jean Delacour ed Ernst Mayr, nella loro revisione della famiglia degli Anatidi (1945), la considerarono un membro piuttosto anomalo della tribù degli Anatini (o «anatre di fiume»), a causa del dito posteriore leggermente lobato, delle abitudini di corteggiamento e della tendenza a nutrirsi in superficie. Questi uccelli venivano osservati in voliere europee e, sebbene non vi si siano mai riprodotti, i maschi effettuavano spesso parate di corteggiamento arruffando le penne del collo e abbassando il collo per poi sollevarlo in alto in tutta la sua lunghezza, emettendo un fischio ansimante come quello del germano reale. Uno studio dell'anatomia della trachea pubblicato da Alfred Henry Garrod nel 1875 suggerisce che la specie possedesse una «leggera dilatazione fusiforme» nella regione anteriore della siringe. Il «bulbo osseo» cavo nella parte inferiore della siringe del maschio è piuttosto peculiare. Anche la colorazione del piumaggio viene considerata unica, poiché è priva dei colori metallici delle remiganti secondarie caratteristici degli Anatini. Altra caratteristica unica è la forma delle uova, grandi e quasi sferiche. Tutti questi aspetti giustificano l'inserimento della specie in un genere distinto. Le protuberanze tracheali sono state riscontrate unicamente tra i Mergini e gli Aythyini e sono molto rare negli esponenti del genere Anas. Questa bolla tracheale è arrotondata nelle specie del genere Anas, ma spigolosa e munita di fenestrature in quelle dei generi Netta e Aythya. Johnsgard considerò Marmaronetta e Rhodonessa come forme intermedie. Basandosi sulle testimonianze morfologiche e comportamentali disponibili, specialmente sulla struttura dell'omero e degli anelli tracheali, Sidney Dillon Ripley sostenne che la specie deve essere classificata senza dubbio tra gli Aythyini.
Uno studio ha riscontrato la stretta parentela tra Rhodonessa e il fistione turco (Netta rufina), tanto che alcuni autori hanno suggerito di classificare entrambi nello stesso genere. Il genere Rhodonessa, descritto prima del genere Netta, gode di priorità e quindi il fistione turco dovrebbe essere ribattezzato Rhodonessa rufina, ma la maggior parte degli studiosi non ha accettato questi cambiamenti.

## Conservazione

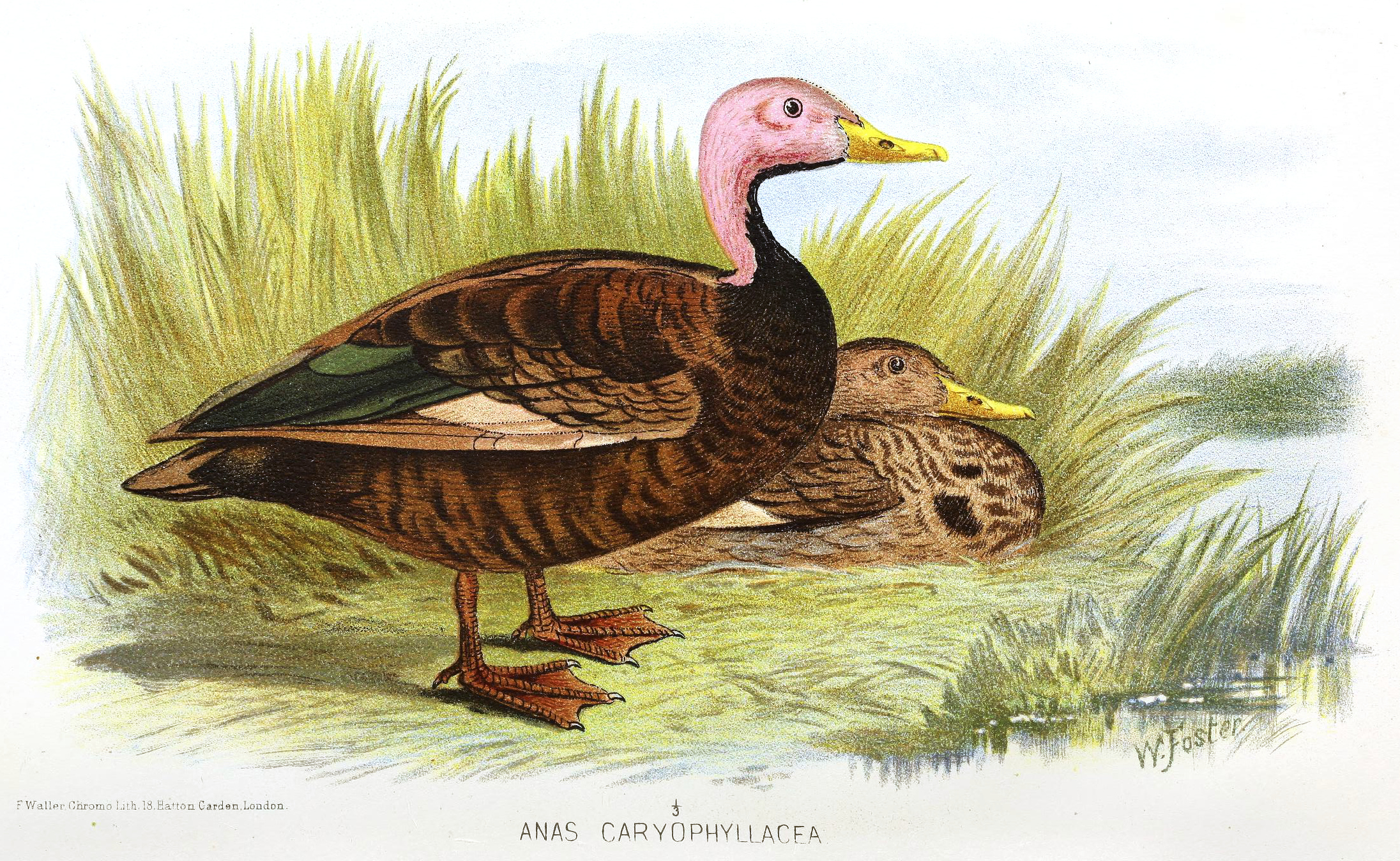
Vecchia illustrazione tratta da Game birds of India, Burmah and Ceylon di Hume e Marshall. Non è raffigurata la cresta sulla testa che conferiva a essa la forma «appuntita».

In passato quest'anatra era diffusa nell'India orientale, in Bangladesh e nel Myanmar settentrionale, ma oggi è probabilmente estinta. È sempre stata rara e l'ultimo avvistamento confermato, da parte di C. M. Inglis, avvenne a Darbhanga nel giugno del 1935, sebbene voci di presunti avvistamenti siano continuate a giungere dall'India fino agli inizi degli anni '60. Alcuni di questi sono avvenuti a Munger e nei pressi di Shimla. Nel 1950 Sidney Dillon Ripley la riteneva probabilmente estinta.

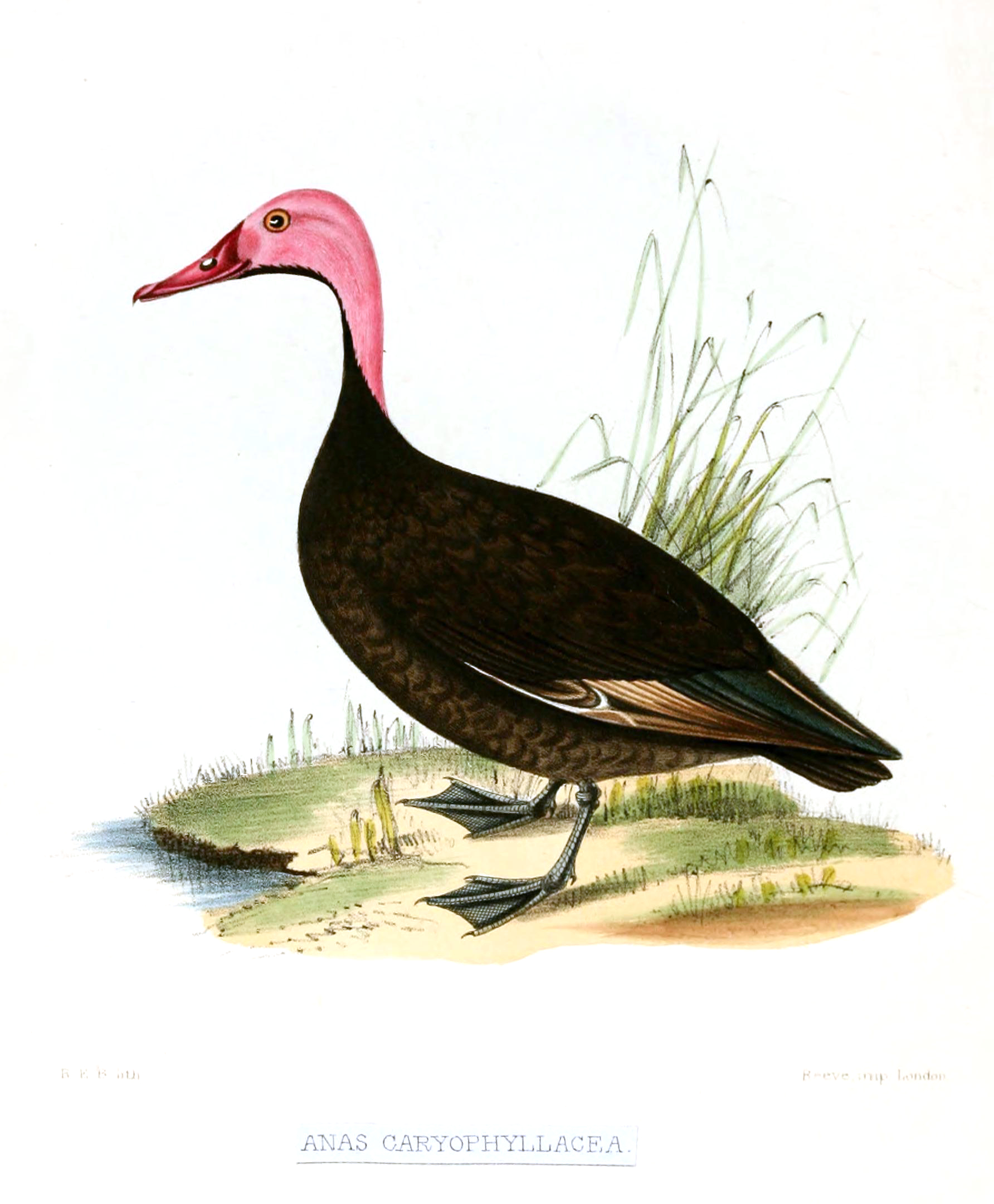
Illustrazione del 1847.

Nel 1988, Rory Nugent, un birdwatcher americano, e Shankar Barua di Delhi registrarono un avvistamento di questo sfuggente uccello lungo le sponde del Brahmaputra. La coppia iniziò la ricerca dell'uccello dal ghat di Saikhoa, nell'estremità nord-orientale dell'India. Dopo 29 giorni di navigazione, Nugent disse di aver scorto un'anatra testarosa in mezzo a uno stormo di altri uccelli acquatici. Tuttavia, il presunto avvistamento di Nugent e Barua non è stato accettato dalla maggior parte degli studiosi. Altre voci di avvistamenti avvenuti dopo gli anni '60 sono giunte dai bacini idrografici dei fiumi Mali e Chindwin, situati in un'area in gran parte inesplorata del Myanmar settentrionale. Sebbene l'area non sia mai stata accuratamente pattugliata dagli scienziati, le ricerche effettuate non hanno riscontrato la presenza dell'animale e hanno stabilito che la gran parte dei presunti avvistamenti di anatra testarosa ivi avvenuti vadano attribuiti a esemplari di fistione turco e germani beccomacchiato. Gli studiosi che effettuarono un sopralluogo nella valle dell'Hu Kaung nel novembre del 2003 conclusero che vi erano ragioni sufficienti per credere che l'anatra testarosa sopravviva ancora nello Stato Kachin (Myanmar settentrionale), ma un sopralluogo minuzioso del corso del fiume Nat Kaung tra Kamaing e Shadusup effettuato nell'ottobre del 2005 non riuscì a riscontrare prove dell'esistenza dell'animale; venne osservato un certo numero di anatre sospette, ma si rivelarono essere tutte germani beccomacchiato o anatre alibianche. Alcuni studiosi hanno ipotizzato che la specie possa avere abitudini notturne.
La scomparsa dell'anatra testarosa va attribuita probabilmente alla distruzione dell'habitat. Non sappiamo perché sia sempre stata considerata rara, ma si ritiene che la sua rarità sia stata autentica (e non dovuta a insufficienti studi sul campo), dal momento che quello che in passato era il suo habitat veniva frequentemente percorso dai cacciatori dell'epoca coloniale. L'anatra testarosa era una preda molto ricercata dai cacciatori e, successivamente, dagli allevatori di specie ornamentali, soprattutto a causa dell'insolito piumaggio. Come molte anatre tuffatrici, non era considerata buona da mangiare, e questo potrebbe aver facilitato la sopravvivenza degli esemplari rimasti. L'ultimo esemplare catturato venne abbattuto nel 1935 a Darbhanga, nel Bihar (India), da C. M. Inglis, che non si rese conto dell'animale al quale aveva sparato fino a quando il suo cane, un retriever, non glielo riportò. Alcuni esemplari vennero anche allevati nelle voliere di Jean Théodore Delacour a Clères (Francia) e di Alfred Ezra a Foxwarren Park (Inghilterra), dove morì l'ultimo esemplare noto in cattività. Le uniche fotografie conosciute che ritraggono questo animale furono scattate qui, tra le quali quella raffigurante una coppia scattata verso il 1925 da David Seth-Smith.